# Xanthorhoe vivadata
Xanthorhoe vivadata là một loài bướm đêm trong họ Geometridae.